# Furmaniwka (obwód kirowohradzki)
Furmaniwka (ukr. Фурманівка) – wieś na Ukrainie, w obwodzie kirowohradzkim, w rejonie nowoukraińskim. W 2001 liczyła 604 mieszkańców, spośród których 552 posługiwało się językiem ukraińskim, 7 rosyjskim, 27 mołdawskim, 1 rumuńskim, 3 bułgarskim, 3 białoruskim, 10 ormiańskim, a 1 innym.